# Agafia
Agafia (russe : Агафья) est une nouvelle d’Anton Tchekhov, parue en 1886.

## Historique
Agafia est initialement publiée dans la revue russe Temps nouveaux, no 3607, du 15 mars 1886, sous le pseudonyme A. Tchékhonté.

## Résumé
Le narrateur a fait la connaissance de Savka pendant un séjour consacré à la pêche. Savka est un jeune homme de vingt-cinq ans qui ne fait rien de ses journées et qui a le travail en horreur. Il est capable de rester des heures en contemplation sans bouger un muscle. Toutes les femmes du village lui courent après et le couvrent de cadeau pour avoir ses faveurs.
Ce soir-là, le pêcheur lui raconte des histoires sur les oiseaux. Savka écoute intéressé : c’est un chasseur et un pêcheur hors pair. Un peu plus tard, Agafia arrive. Elle a profité de l’absence de son mari pour passer un moment avec Savka. Le pêcheur les laisse seuls.
Quand il revient Agafia est toujours là, son mari va rentrer, mais elle ne veut pas rentrer chez elle. Savka lui ordonne de rentrer et regarde d’un air narquois Agafia rejoindre son mari. Savka sait ce qui va lui arriver quand elle sera devant son mari : « Il n’a pas besoin de ça pour savoir chez qui elle vient… Quand les femmes vont au potager la nuit, c’est pas pour y chercher des choux, tout le monde sait ça ».

## Édition française
- Agafia, traduit par Madeleine Durand et Édouard Parayre (révisé par Lily Denis), in Œuvres I, Paris, Éditions Gallimard, coll. « Bibliothèque de la Pléiade » no 197, 1968  (ISBN 978-2-07-0105-49-6).